# Rose Chelimo
Rose Chelimo (ur. 12 lipca 1989) – kenijska lekkoatletka reprezentująca Bahrajn, specjalizująca się w biegach długodystansowych.
Ósma zawodniczka maratonu na igrzyskach olimpijskich w Rio de Janeiro (2016). W 2017 zdobyła brąz w drużynie seniorek podczas światowego czempionatu w biegach przełajowych, sięgnęła po srebro w biegu na 10 000 metrów na igrzyskach solidarności islamskiej oraz została mistrzynią świata w biegu maratońskim w Londynie. Srebrna medalistka światowego czempionatu w Dosze (2019).

## Osiągnięcia indywidualne
| Rok  | Impreza                                   | Miejsce        | Konkurencja           | Pozycja     | Wynik    |
| ---- | ----------------------------------------- | -------------- | --------------------- | ----------- | -------- |
| 2016 | Igrzyska olimpijskie                      | Rio de Janeiro | maraton               | 8. miejsce  | 2:27:36  |
| 2017 | Mistrzostwa świata w biegach przełajowych | Kampala        | bieg seniorek         | 9. miejsce  | 33:01    |
| 2017 | Igrzyska solidarności islamskiej          | Baku           | bieg na 10 000 metrów | 2. miejsce  | 31:37,81 |
| 2017 | Mistrzostwa świata                        | Londyn         | maraton               | 1. miejsce  | 2:27:11  |
| 2018 | Mistrzostwa świata w półmaratonie         | Walencja       | półmaraton            | 14. miejsce | 1:10:20  |
| 2018 | Igrzyska azjatyckie                       | Dżakarta       | maraton               | 1. miejsce  | 2:34:51  |
| 2019 | Mistrzostwa świata w biegach przełajowych | Aarhus         | bieg seniorek         | 41. miejsce | 39:27    |
| 2019 | Mistrzostwa świata                        | Doha           | maraton               | 2. miejsce  | 2:32:43  |
| 2023 | Mistrzostwa świata                        | Budapeszt      | maraton               | –           | DNF      |
| 2024 | Igrzyska olimpijskie                      | Paryż          | maraton               | 43. miejsce | 2:32:08  |

## Rekordy życiowe
- bieg na 10 000 metrów – 31:37,81 (2017)
- półmaraton – 1:08:08 (2016)
- maraton – 2:23:12 (2022)